# Smilax herbacea
Smilax herbacea är en enhjärtbladig växtart som beskrevs av Carl von Linné. Smilax herbacea ingår i släktet Smilax och familjen Smilacaceae. Inga underarter finns listade.

## Bildgalleri

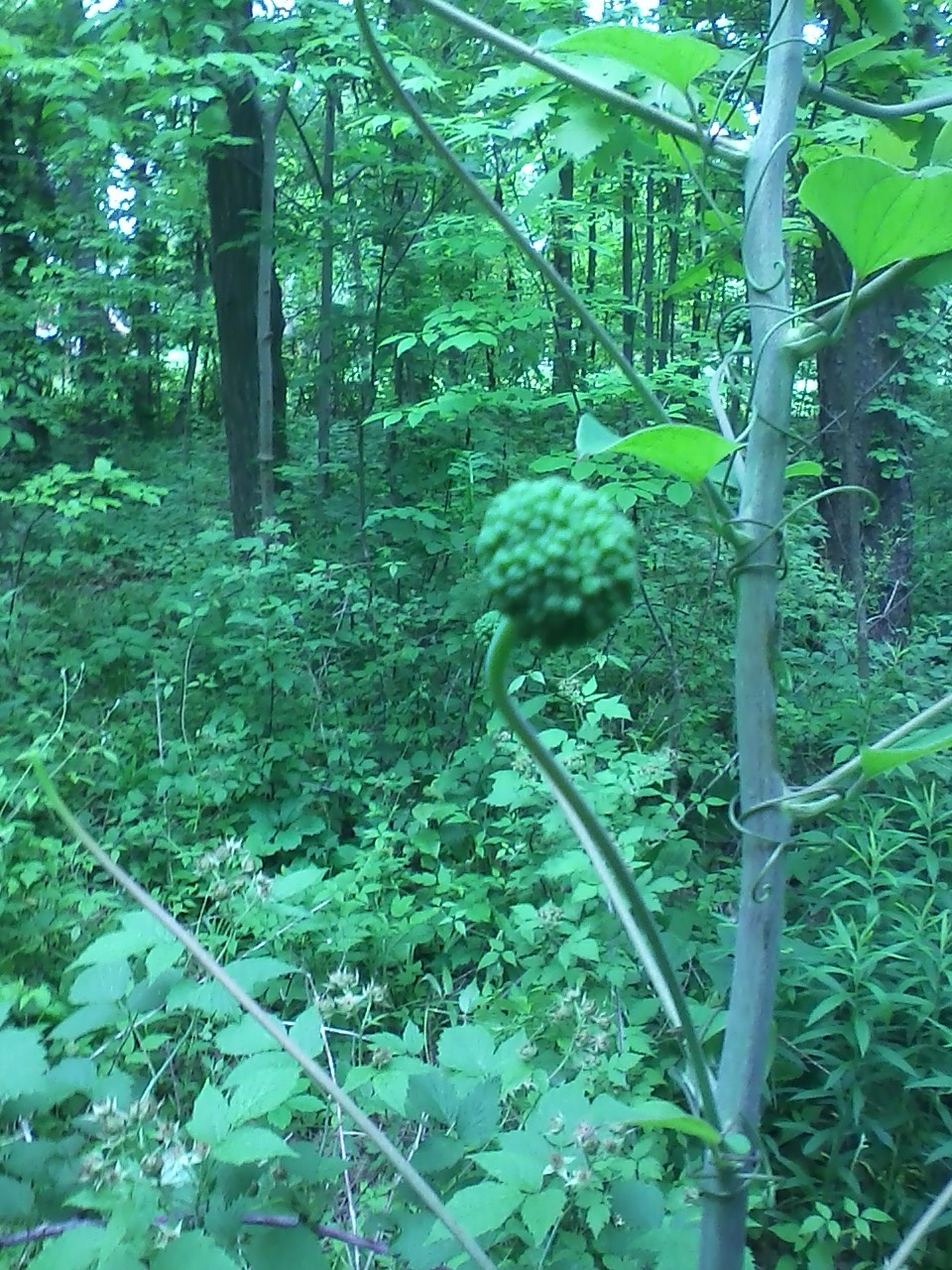
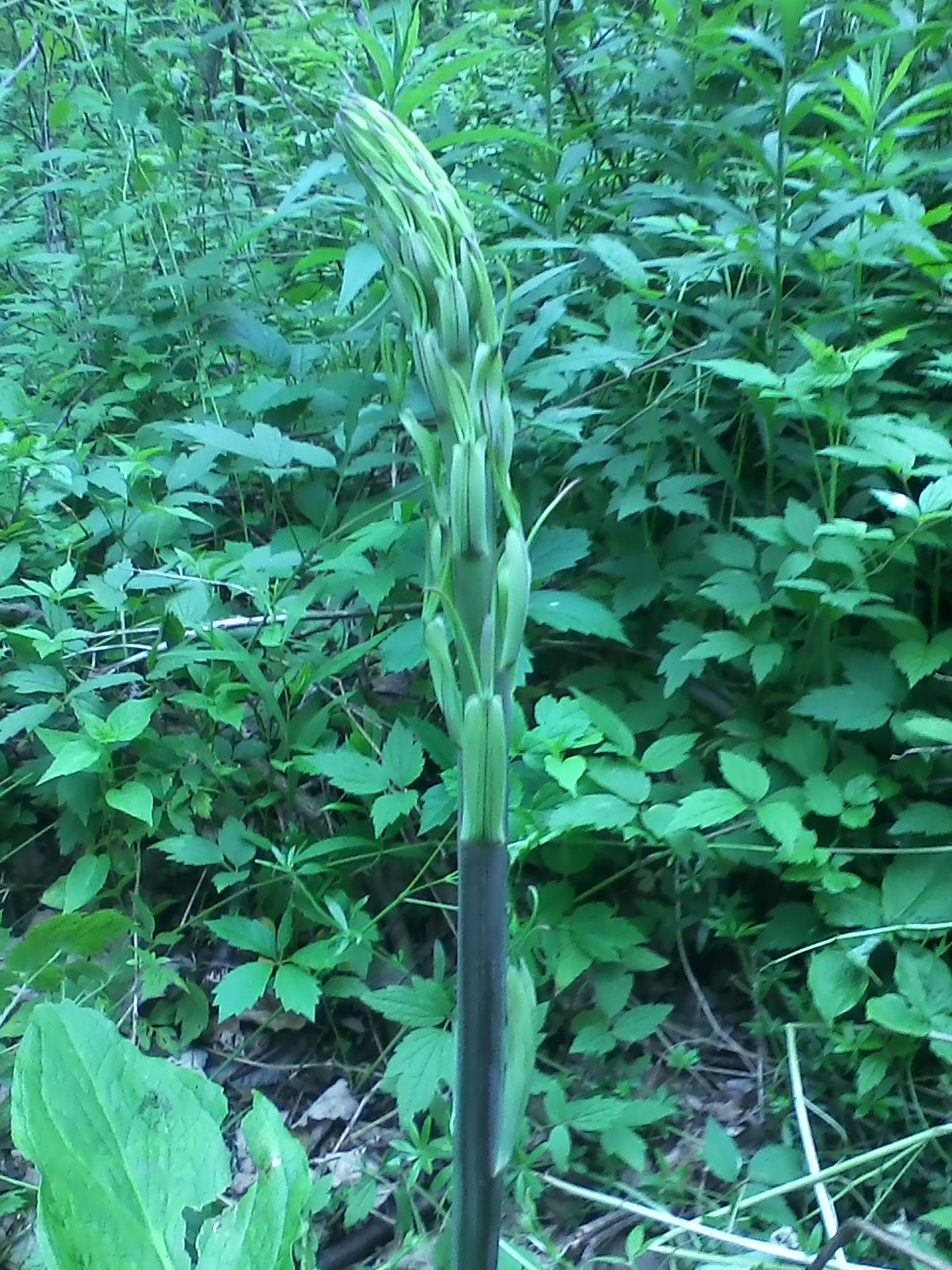
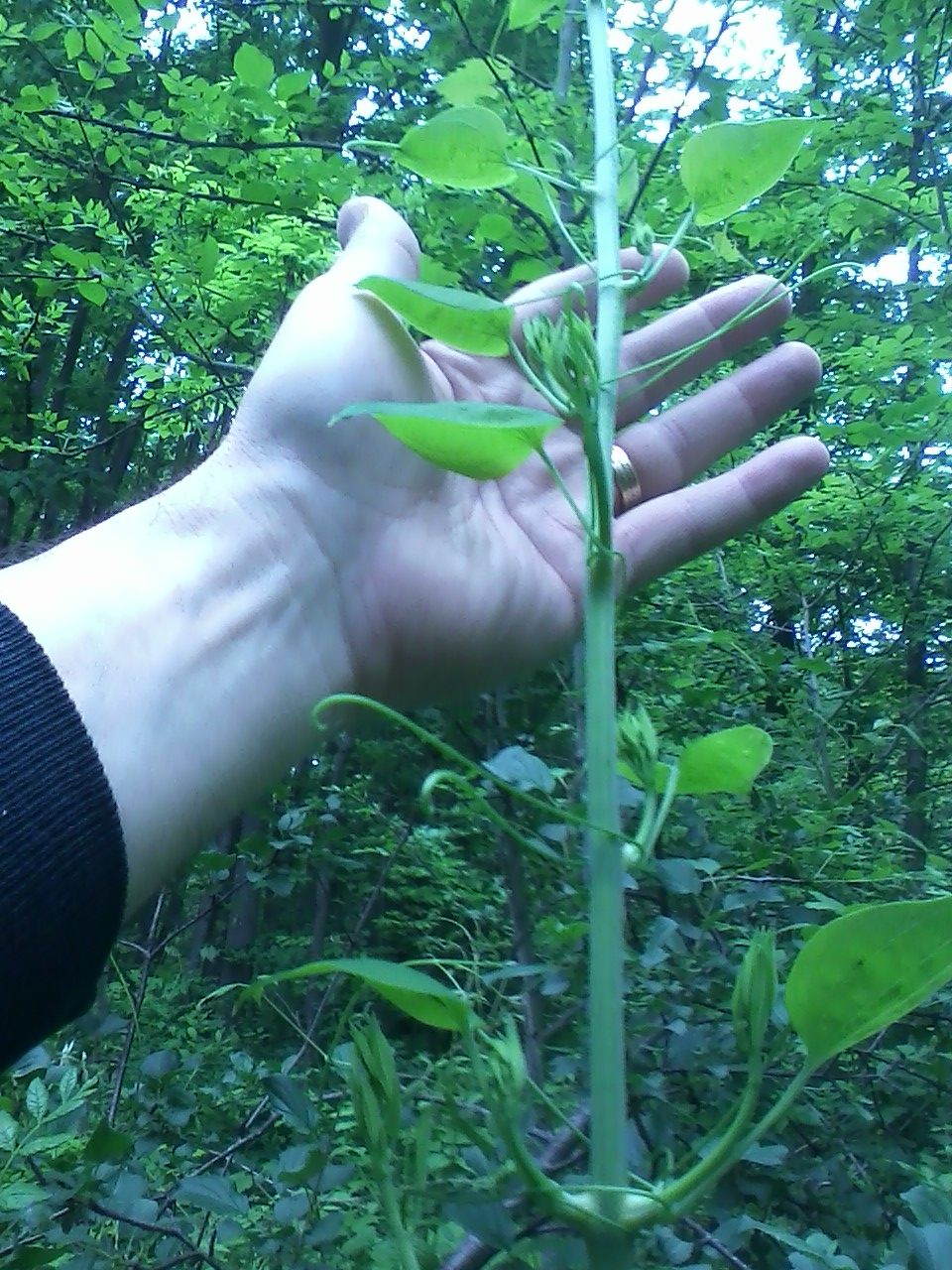